# Cajamarca
Cajamarca – miasto w północno-zachodnim Peru, w Kordylierze Zachodniej, w andyjskiej dolinie o tej samej nazwie, na wysokości 2750 metrów n.p.m. Około 155,6 tysięcy mieszkańców.
Miasto znane jest z produkcji serów oraz gorących źródeł zwanych Los Baños del Inca. W mieście rozwinął się przemysł włókienniczy, spożywczy, skórzany oraz rzemieślniczy.

## Pojmanie Atahualpy (1532)
W lecie 1532 roku, w trakcie walk wewnętrznych w państwie Inków zgładzono ówczesnego inkaskiego władcę – Huascara. Dokonano tego na zlecenie Atahualpy, który pragnął przejąć władzę. Po dokonaniu zamachu, udał się on ze swoim oddziałem w kierunku stolicy imperium – Cuzco, by tam oficjalnie ogłosić się następcą Huascara.
Pod koniec roku zatrzymał się pod miasteczkiem Cajamarca. Tam dowiedział się o przybyciu hiszpańskich wojsk. Atahualpa zadecydował o wyjściu naprzeciw grupie przybyszów. Dowodzący konkwistadorami Francisco Pizarro wyznaczył na miejsce spotkania główny plac w Cajamarce. Miało to miejsce 16 listopada. Inkaski przywódca wjechał do miasta w złotej lektyce z kilkutysięczną świtą dostojników w odświętnych strojach. Pizarro ukrył swoje wojska w budynkach wokół placu – według kronik, żołnierzy było 168. Jak pisał giermek i kuzyn Pizarra – Pedro Pizarro, „wielu zmoczyło się z wielkiej grozy, ani o tym wiedząc”, gdy zobaczyło potęgę inkaskiej armii. Hiszpański ksiądz wręczył Atahualpie brewiarz. Ten jednak, nieświadomy jego roli, odrzucił go w piach, uznając za zupełnie bezużyteczny. Ten gest dał pretekst Hiszpanom do zaatakowania. Na salwę z broni palnej Inkowie wpadli w panikę i próbowali uciekać, ale bez skutku.
Cajamarca stała się miejscem masakry miejscowych wojsk i pojmania Atahualpy. Sam władca próbował wydostać się z niewoli, ofiarowując Hiszpanom ogromne ilości złota. Pizarro nie dotrzymał jednak słowa i zabił inkaskiego wodza. Od momentu wydarzeń w Cajamarce, Imperium Inków zaczęło chylić się ku upadkowi, aż wreszcie w 1533 roku zostało całkowicie podbite.